# Platja de Cal Francès

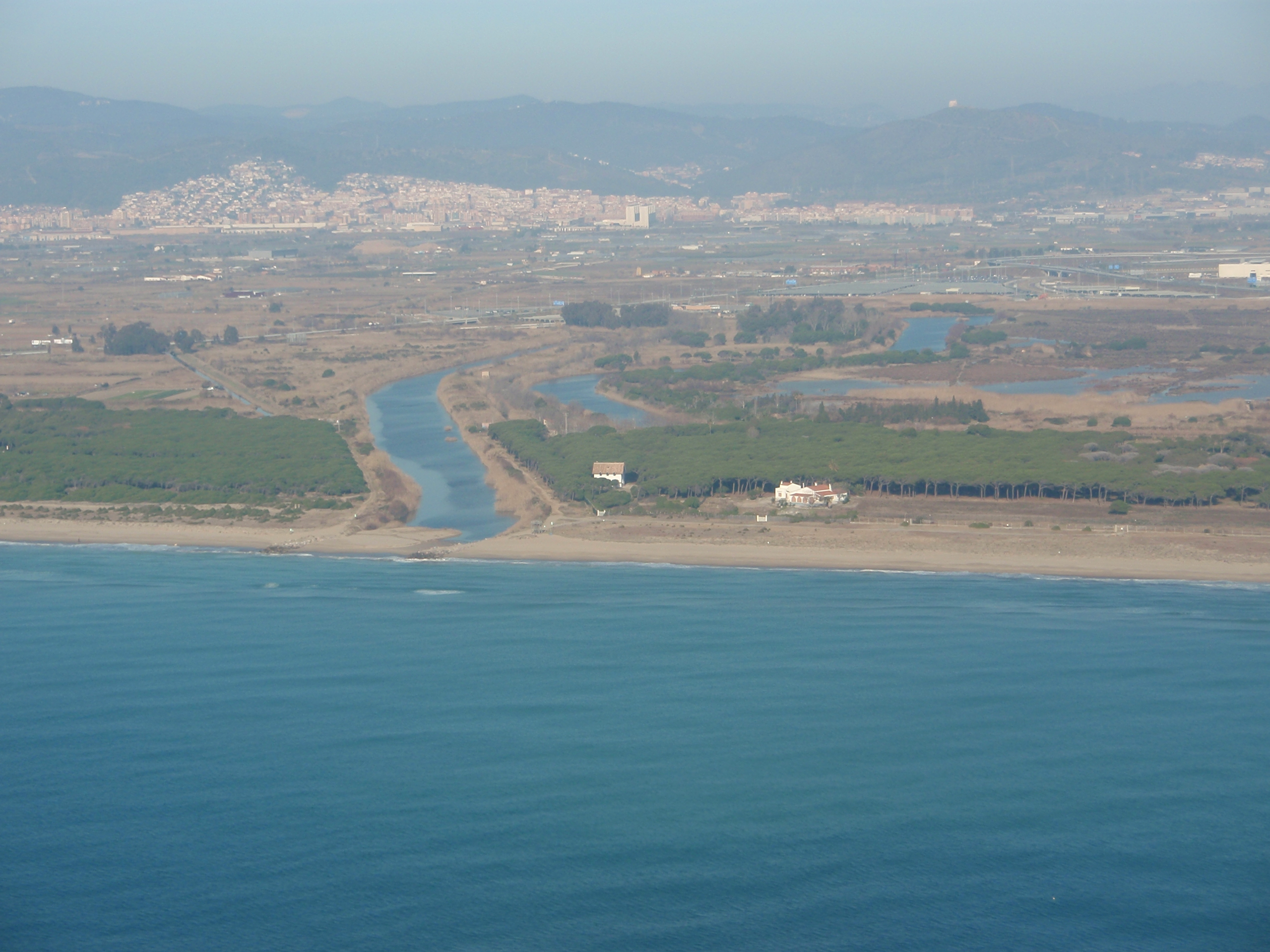
Desembocadura de la riera de Sant Climent

La platja de Cal Francès, o platja de la Pineda de Cal Francès, és una platja natural del municipi de Viladecans (Baix Llobregat), situada dins de la Reserva Natural del delta del Llobregat. Limita a llevant amb la platja del Remolar, i a ponent amb la platja de la Pineda. Forma part de la Zona d'Especial Protecció per a les Aus (ZEPA). Presenta dunes amb una important comunitat vegetal. La rereplatja està dominada per aiguamolls i un bosc de pi pinyer, anomenat la pineda de Cal Francès. Hi desemboca la riera de Sant Climent. Orientada al sud-sud-est, té una longitud de 320 metres i està formada per sorra de gra fi. No disposa de serveis i es pot practicar el nudisme.
La sorra es neteja manualment de residus d'origen humà, però s'hi deixen les restes vegetals, com canyes i algues, que serveixen d'aliment per a petits crustacis, dels quals al seu torn s'alimenten les aus. Està prohibida l'entrada a gossos durant tot l'any. El 2018 va rebre el guardó de 'Platges Verges', que atorga l'ONG Ecologistes en Acció.
L'Agència Catalana de l'Aigua efectua un control quinzenal de la qualitat de l'aigua, durant la temporada de bany, amb el resultat d'excel·lent.